# Усть-Націгун
Усть-Націгу́н (рос. Усть-Нацигун) — село у складі Каримського району Забайкальського краю, Росія. Входить до складу Кайдаловського сільського поселення.

## Населення
Населення — 45 осіб (2010; 45 у 2002).
Національний склад (станом на 2002 рік):
- росіяни — 91 %